# Something Wicked This Way Comes
Something Wicked This Way Comes (с англ. — «Что-то страшное грядёт») — пятый студийный альбом американской хэви-метал-группы Iced Earth, выпущенный 7 июля 1998 года на лейбле Century Media Records. Первый альбом, в записи которого принимал участие гитарист Ларри Тарновски, также на этом альбоме в группу вернулся старый ударник Марк Прейтор, который отсутствовал во время перезаписи треков для сборника Days of Purgatory.
Название альбома представляет собой цитату из первой сцены 4 акта пьесы «Макбет» Уильяма Шекспира. Фразу произносит ведьма, и полностью она звучит так: «By the pricking of my thumbs, something wicked this way comes».
Песня «Watching Over Me» была написана в память о Билли Блэкмоне, друге Джона Шаффера, который погиб в аварии на мотоцикле. Именно он предложил Джону название «Iced Earth».
Последние 3 песни из альбома составляют концептуальную трилогию «Something Wicked». Они открывают одну из главных тем творчества Iced Earth — вселенную «Abominae» и являются предысторией к последующим альбомам, основанным на этой вселенной. Это «Framing Armageddon: Something Wicked Part 1», вышедщий в сентябре 2007 года и «The Crucible of Man: Something Wicked Part 2» 2008 года. Чтобы поддержать связь между оригинальной трилогией и новыми альбомами, группа выпустила EP, названный «Overture of the Wicked», где старые песни были перезаписаны с новым вокалистом Тимом «Ripper» Оуэнсом.
Концертная версия песни «Stormrider» включена в качестве бонус-трека на японское издание альбома (а также на переиздание 2008 года альбома Night of the Stormrider). Песня была записана в 1998 году на фестивале Wacken Open Air.

## Список композиций
| №   | Название                   | Автор(ы)                        | Длительность |
| --- | -------------------------- | ------------------------------- | ------------ |
| 1.  | «Burning Times»            | Мэтт Барлоу, Джон Шаффер        | 3:44         |
| 2.  | «Melancholy (Holy Martyr)» | Шаффер                          | 4:47         |
| 3.  | «Disciples of the Lie»     | Шаффер                          | 4:03         |
| 4.  | «Watching Over Me»         | Шаффер                          | 4:28         |
| 5.  | «Stand Alone»              | Барлоу, Шаффер                  | 2:44         |
| 6.  | «Consequences»             | Шаффер                          | 5:36         |
| 7.  | «My Own Savior»            | Барлоу, Шаффер, Джим Моррис     | 3:39         |
| 8.  | «Reaping Stone»            | Барлоу, Шаффер, Джеймс Макдонау | 4:02         |
| 9.  | «1776»                     | Шаффер                          | 3:33         |
| 10. | «Blessed Are You»          | Шаффер                          | 5:05         |
| 11. | «Prophecy»                 | Шаффер                          | 6:18         |
| 12. | «Birth of the Wicked»      | Шаффер                          | 4:16         |
| 13. | «The Coming Curse»         | Шаффер                          | 9:33         |

#### Бонус-треки (переиздание 2008 года)
| №   | Название                                    | Автор(ы)                                          | Длительность |
| --- | ------------------------------------------- | ------------------------------------------------- | ------------ |
| 14. | «Shooting Star» (кавер на Bad Company)      | Пол Роджерс                                       | 5:16         |
| 15. | «Electric Funeral» (кавер на Black Sabbath) | Оззи Осборн, Тони Айомми, Гизер Батлер, Билл Ворд | 4:53         |
| 16. | «The Ripper» (кавер на Judas Priest)        | Гленн Типтон                                      | 2:44         |

#### Бонус-треки (японское издание)
| №   | Название                         | Текст песни | Музыка                | Длительность |
| --- | -------------------------------- | ----------- | --------------------- | ------------ |
| 14. | «Stormrider» (концертная запись) | Шаффер      | Рэндалл Шоуэр, Шаффер | 4:48         |

## Участники записи

### Iced Earth
- Джон Шаффер — соло- и ритм-гитара, бэк-вокал
- Мэтт Барлоу — лидер-вокал
- Джеймс Макдонау — бас-гитара

### Приглашённые музыканты
- Ларри Тарновски — гитарные соло на всех песнях, кроме «Watching Over Me»
- Марк Прэйтор — ударные
- Сьюзан МакКвин — флейта на «1776»
- Говард Хелм — фортепианное вступление на «Coming Curse»
- Трэйси Мари ЛаБарбера — бэк-вокал на «My Own Savior», «Melancholy» и «Watching Over Me»
- Джим Моррис — клавишные, гитарное соло на «Watching Over Me», бэк-вокал
- Роджер Хьюджс — мандолина на «Blessed Are You»